# Chouchou poids plume (film, 1926)
Pour les articles homonymes, voir Chouchou poids plume (homonymie).
Pour plus de détails, voir Fiche technique et Distribution.
Chouchou poids plume est un film français réalisé par Gaston Ravel et sorti en 1926.

## Fiche technique
- Titre : Chouchou poids plume
- Réalisation : Gaston Ravel, assisté de Tony Lekain
- Scénario : d'après la pièce de Jacques Bousquet et Alex Madis
- Photographie : Amédée Morrin et Lucien Bellavoine
- Décors : Tony Lekain
- Production: Gaston Ravel
- Pays d'origine :  France
- Format : Noir et blanc - Muet
- Date de sortie : 1er mars 1926

## Distribution
- André Roanne : Chouchou
- Olga Day : Diana
- André Lefaur : Surville
- Simone Mareuil : Moineau
- Chriss Lee : Jim
- G. Bernhard : le manager